# Waterloo (Alabama)
Pour les articles homonymes, voir Waterloo (homonymie).
La ville de Waterloo est située dans le comté de Lauderdale, dans l’État d’Alabama, aux États-Unis. Lors du recensement de 2000, elle comptait 208 habitants.

## Démographie
| 1880 | 1910 | 1920 | 1930 | 1940 | 1950 | 1960 | 1970 |
| ---- | ---- | ---- | ---- | ---- | ---- | ---- | ---- |
| 196  | 435  | 415  | 497  | 524  | 327  | 215  | 262  |

| 1980 | 1990 | 2000 | 2010 | - | - | - | - |
| ---- | ---- | ---- | ---- | - | - | - | - |
| 260  | 250  | 208  | 203  | - | - | - | - |

## Source
- (en) Cet article est partiellement ou en totalité issu de l’article de Wikipédia en anglais intitulé « Waterloo, Alabama » (voir la liste des auteurs).